# Mary de La Rivière Manley

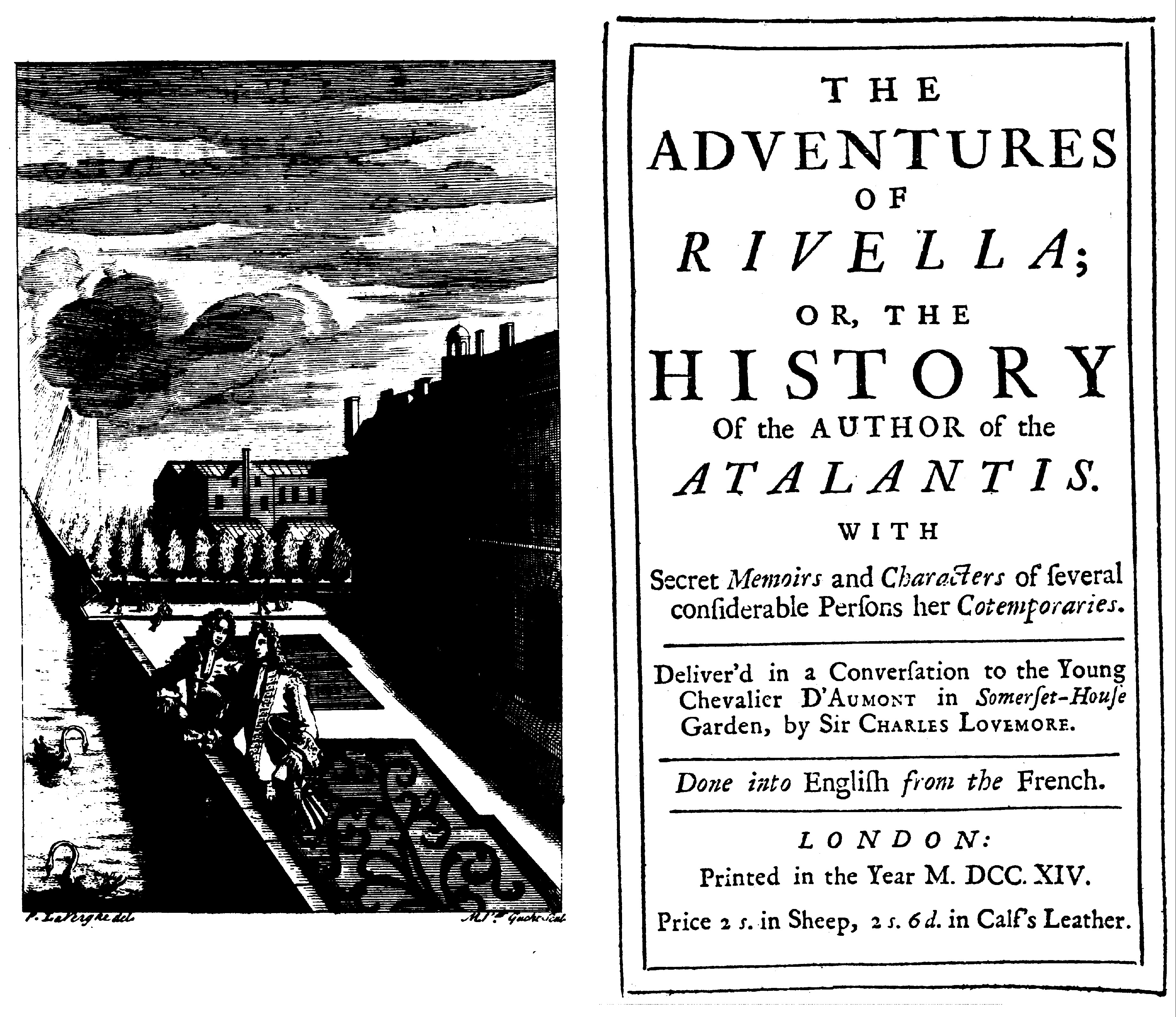
Okładka i strona tytułowa pisma Manley's The Adventures of Rivella

Mary de La Rivière Manley (ur. 7 kwietnia 1663 na Jersey  – zm. 11 lipca 1724 w Londynie) – brytyjska pisarka i dziennikarka, twórczyni pierwszego w historii pisma przeznaczonego dla kobiet.
W lecie 1709 roku założyła, wraz z grupą przyjaciółek, dwutygodnik The Female Tatler. Była to pierwsza tego typu gazeta, zajmująca się szerokim spektrum tematów od polityki krajowej, zagranicznej i kwestii społecznych po tematy plotkarskie. Była to także pierwsza gazeta redagowana w całości przez kobiety.
Już pod koniec tego samego roku jeden z krytycznych artykułów spowodował reakcję środowisk arystokratycznych Londynu i poddanie pisma cenzurze, co drastycznie zmieniło styl pisma i jego tematykę. Zniechęcona redaktorka opuściła gazetę, ta jednak pozostała na rynku.
W 1711 roku zastąpiła Jonathana Swifta na stanowisku redaktora pisma The Examiner.